# Trigonoptera
Trigonoptera is een kevergeslacht uit de familie van de boktorren (Cerambycidae). De wetenschappelijke naam van het geslacht werd voor het eerst geldig gepubliceerd in 1855 door Perroud.

## Soorten
Trigonoptera omvat de volgende soorten:
- Trigonoptera acuminata Gressitt, 1984
- Trigonoptera albocollaris Gilmour, 1950
- Trigonoptera amboinica Breuning, 1968
- Trigonoptera annulicornis Gressitt, 1984
- Trigonoptera bimaculata Thomson, 1865
- Trigonoptera breuningiana Gilmour, 1950
- Trigonoptera cincta Gressitt, 1984
- Trigonoptera complicata Gressitt, 1984
- Trigonoptera fergussoni Breuning, 1970
- Trigonoptera flavicollis Breuning, 1940
- Trigonoptera flavipicta (Pascoe, 1867)
- Trigonoptera flavoscutellata Breuning, 1939
- Trigonoptera gracilis Aurivillius, 1917
- Trigonoptera grisea Gressitt, 1984
- Trigonoptera guttulata (Gestro, 1876)
- Trigonoptera harlequina Gressitt, 1984
- Trigonoptera humeralis Gressitt, 1984
- Trigonoptera immaculata Gilmour, 1950
- Trigonoptera iriana Gressitt, 1984
- Trigonoptera isabellae Gilmour, 1949
- Trigonoptera japeni Gilmour, 1949
- Trigonoptera laevepunctata Breuning, 1950
- Trigonoptera lateplagiata Breuning, 1940
- Trigonoptera leptura (Gestro, 1876)
- Trigonoptera maculata Perroud, 1855
- Trigonoptera maculifascia Gressitt, 1984
- Trigonoptera margaretae Gilmour, 1949
- Trigonoptera marmorata Aurivillius, 1908
- Trigonoptera montana Gressitt, 1984
- Trigonoptera monticorum Gressitt, 1984
- Trigonoptera muruana Gressitt, 1984
- Trigonoptera muscifluvis Gressitt, 1984
- Trigonoptera neja Gilmour, 1950
- Trigonoptera nervosa (Pascoe, 1867)
- Trigonoptera nigrofasciata Gressitt, 1984
- Trigonoptera nothofagi Gressitt, 1984
- Trigonoptera obscura Gilmour, 1949
- Trigonoptera olivacea Aurivillius, 1908
- Trigonoptera ornata (MacLeay, 1886)
- Trigonoptera paravittata Breuning, 1970
- Trigonoptera perspicax Gressitt, 1984
- Trigonoptera pseudomaculata Breuning, 1939
- Trigonoptera regina Gressitt, 1984
- Trigonoptera sordida (Pascoe, 1867)
- Trigonoptera spilonota (Gestro, 1876)
- Trigonoptera sulcata Aurivillius, 1925
- Trigonoptera sumbawana Breuning, 1948
- Trigonoptera sumptuosa Gressitt, 1984
- Trigonoptera tessellata (Pascoe, 1867)
- Trigonoptera transversefasciata Gilmour, 1949
- Trigonoptera trikora Gressitt, 1984
- Trigonoptera trobriandensis Breuning, 1948
- Trigonoptera vittata (Gestro, 1876)
- Trigonoptera woodfordi Gahan, 1888